# Johannes Kimme
Johannes Kimme (* 17. Dezember 1953 in Leipzig) ist ein deutscher Jurist und war von 2010 bis 2019 Präsident des Evangelisch-Lutherischen Landeskirchenamtes Sachsen.

## Leben
Kimme ist das elfte und jüngste Kind des Leipziger Pfarrers und Direktors des Evangelisch-Lutherischen Missionswerks Leipzig August Kimme. Er wurde wegen Kriegsdienstverweigerns als Bausoldat gemustert und später nicht zum Studium zugelassen. Er machte eine Ausbildung zum Facharbeiter für Datenverarbeitung und wurde Programmierer im VEB Energiekombinat West in Leipzig. Am 9. November 1975 siedelte er in die Bundesrepublik über, holte die Reifeprüfung nach und studierte an der Johannes Gutenberg-Universität Mainz von 1977 bis 1982 Rechtswissenschaften. Das dreijährige Referendariat in Mainz und Bonn schloss er 1986 mit der Befähigung zum Richteramt ab. Kimme arbeitete daneben von 1984 bis 1988 als wissenschaftlicher Mitarbeiter an der Mainzer Universität, die ihn aufgrund einer Dissertation über die „Repräsentative Demokratie“ zum Dr. iur. promovierte.
Danach war er Richter am Verwaltungsgericht Wiesbaden. Von dort wurde er an das Bundesjustizministerium abgeordnet und wirkte im Jahr 1990 mit an der Gemeinsamen Erklärung der Regierungen der Bundesrepublik Deutschland und der Deutschen Demokratischen Republik zur Regelung offener Vermögensfragen vom 15. Juni 1990. Diese politische Absichtserklärung wurde als Teil des Einigungsvertrages für die spätere Gesetzgebung verbindlich.
Johannes Kimme war von 1990 bis 2008 Präsident des Sächsischen Landesamts zur Regelung offener Vermögensfragen in Dresden. Auf Betreiben von Kurt Biedenkopf führte er als abgeordneter Verwaltungsrichter dieses Landesamt zunächst kommissarisch und ab 1. Juli 1992 endgültig als Präsident. 2009 wurde er Vizepräsident der Landesdirektion Leipzig und somit ständiger Vertreter von Präsident Walter Christian Steinbach.
Johannes Kimme wurde am 14. November 2009 in Dresden zum Präsidenten des Evangelisch-Lutherischen Landeskirchenamtes Sachsens gewählt. Er erhielt als Kandidat der Kirchenleitung die erforderliche Zwei-Drittel-Mehrheit der Landessynodalen. Am 16. Januar 2010 wurde er in einem Festgottesdienst in das Amt eingeführt.
Der Präsident des Landeskirchenamtes ist Vorsitzender des zehnköpfigen Kollegiums des Landeskirchenamts, übt die Dienstaufsicht über dessen Mitglieder aus, ist Vorgesetzter der rund 100 Mitarbeiter des Landeskirchenamts und ist Mitglied der Kirchenleitung. Er vertritt die Landeskirche rechtlich nach außen. Seine Amtszeit dauert 12 Jahre, und er ist kraft seines Amtes auch geborener Kurator der Stiftung Frauenkirche Dresden.
Der MDR würdigte 2010 in seinem Webangebot „Das Länderpuzzle: 1990 – Gesichter des Aufbaus“ die Leistungen Kimmes und elf weiterer Personen bei der Neugründung des Freistaates Sachsen.

## Publikationen
- Herausgeber des vierbändigen juristischen Kommentares „Offene Vermögensfragen“ (ca. 50 Autoren)
- Mitherausgeber der zehnbändigen Urteilssammlung „Offene Vermögensfragen“
- Kimme, Das Repräsentativsystem unter besonderer Beachtung der historischen Entwicklung der Repräsentation und der Rechtsprechung des Bundesverfassungsgerichts, Berlin 1988

## Quelle
- Presseverlautbarung der Evangelisch-Lutherischen Landeskirche Sachsens vom 20. Oktober 2009/Matthias Oelke
- Der Sonntag, 16. November 2009